# Dos Rios
Dos Rios – obszar niemunicypalny w Mendocino County, w Kalifornii (Stany Zjednoczone), na wysokości 293 m.